# Respiração aeróbia cloacal
Respiração aeróbia cloacal ocorre nas tartarugas, onde o processo de substituição de gás carbônico do sangue por oxigênio (Hematose, processo de difusão) ocorre na cloaca.